# Massaker von Radolišta
Das Massaker von Radolišta (albanisch Ladorisht) war ein von der Wehrmacht am 28. Oktober 1944 begangenes Kriegsverbrechen an Albanern in einem besetzten Gebiet am Ohridsee, das heute zu Nordmazedonien gehört.

## Hergang
In den frühen Morgenstunden des 28. Oktober 1944 umstellten deutsche militärische Einheiten das am Fuß des Jablanica-Gebirges gelegene Dorf Ladorisht/Radolišta bei Struga, welches damals 1840 Einwohner zählte. In den vorherigen Tagen war es zu Angriffen von Partisanen auf die Straße von Struga nach Qafë Thana gekommen. Obwohl die Bewohner Ladorishts unbewaffnet waren, wurden mindestens 84 von ihnen erschossen; davon sind 71 namentlich bekannt. Das jüngste Opfer war der drei Jahre alte Junge Eshref (Ferit) Lena, die ältesten die 84 Jahre alte Frau Miribane (Tafil) Collaku und der gleichaltrige Amza (Rakip) Coma.
Die deutsche Besetzung Mazedoniens und Albaniens befand sich zu diesem Zeitpunkt kurz vor ihrem Ende. Mazedonien wurde am 16. November, Albanien am 28. November 1944 von deutschen Truppen geräumt. Zum Zeitpunkt des Massakers waren die Festungsbrigaden 1017 und 964 der Heeresgruppe E sowie die 297. Infanterie-Division unter dem Befehl von Generalleutnant Albrecht Baier in dem Gebiet eingesetzt.

## Gedenken
Im Jahr 1952 wurde im Ort eine Gedenkstätte mit einem Friedhof für die Ermordeten errichtet. In den 1950er Jahren wurde das Geschehen in einem jugoslawischen Film nachgestellt. Nach dem Ende Jugoslawiens verfielen Friedhof und Denkmal zunächst, bis sie im Jahr 2009 aus Anlass des 65. Jahrestages des Massakers erneuert wurden.